# 282897 Kaltenbrunner
282897 Kaltenbrunner este un asteroid din centura principală de asteroizi.

## Descriere
282897 Kaltenbrunner este un asteroid din centura principală de asteroizi. A fost descoperit pe 15 aprilie 2007 la Altschwendt de Wolfgang Ries. Asteroidul prezintă o orbită caracterizată de o semiaxă mare de 2,37 ua, o excentricitate de 0,13 și o înclinație de 2,6° în raport cu ecliptica.